# Minor Threat
I Minor Threat sono stati una formazione hardcore punk statunitense, attiva fra il 1980 e il 1983 appartenente alla scena hardcore di Washington. La loro traccia Straight Edge fu la base dell'omonimo movimento, e la band professò spesso i suoi ideali straight edge. All Music Guide considera la musica della band fondamentale, e nota che la loro musica rivoluzionaria si è mantenuta meglio di quella della maggior parte dei loro contemporanei.
Insieme ai Bad Brains, i Minor Threat posero le basi per molte band hardcore degli anni ottanta e novanta. Il gruppo produceva tracce brevi, veloci e violente, con un'accuratezza nella produzione cresciuta nel tempo, cosa rara al tempo nel punk e nell'alternative rock. Tutti i lavori della band sono stati pubblicati dall'etichetta di Ian MacKaye e Jeff Nelson, la Dischord Records.

## Storia

### Primi anni
Quando frequentavano il college Woodrow Wilson High School di Washington Ian MacKaye e Jeff Nelson facevano parte di un gruppo punk locale chiamato The Slinkees, che avrebbe presto cambiato nome in The Teen Idles. Dopo lo scioglimento della band, MacKaye decise di passare dal basso alla voce, e fondò i Minor Threat con il batterista Nelson, il bassista Brian Baker e il chitarrista Lyle Preslar nel 1980. Il primo concerto del gruppo si tenne nel dicembre dello stesso anno, insieme a Bad Brains, Phfat Raskals e S.O.A.. I primi due EP della band, Minor Threat e In My Eyes furono pubblicati nel 1981. Grazie a queste due pubblicazioni il gruppo cominciò a farsi conoscere nella sua zona e fece un tour nella East Coast e nel Midwest.
Straight Edge, una traccia del loro primo EP, contribuì ad ispirare movimento straight edge. La canzone sembra esortare all'astinenza da alcool e droghe, un fatto nuovo nella storia del rock, che guadagnò inizialmente alla band un piccolo seguito. Altri gruppi importanti della scena includono SS Decontrol e 7 Seconds.
Il brano Guilty of Being White causò accuse di razzismo alla band, ma MacKaye ha negato totalmente qualsiasi intento razzista nella canzone e ha dichiarato che la canzone potrebbe essere stata mal interpretata. Il testo gli fu ispirato dall'esperienza alla Wilson High School, dove, a detta di MacKaye, il 70 per cento degli studenti sono neri. Il gruppo thrash metal statunitense Slayer ha reinterpretato questa traccia, cambiando l'ultima ripetizione di Guilty of being white in Guilty of being right.

### Pausa e reunion
Nel tempo intercorso tra la pubblicazione di In My Eyes e quella del primo album Out of Step la band si divise per un breve periodo mentre il chitarrista Lyle Preslar si recò in Illinois per motivi scolastici; durante il suo semestre alla Northwestern University, Preslar fece anche parte della band noise rock Big Black, con cui suonò alcuni live. Nello stesso periodo MacKaye e Nelson iniziarono un progetto musicale dal nome Skewbald/Grand Union, così chiamato a causa dell'impossibilità per i due musicisti a raggiungere un'intesa su un unico nome.
Il gruppo registrò tre tracce senza nome che sarebbero state pubblicate postume come cinquantesima pubblicazione della Dischord. In questo periodo Brian Baker fu per breve tempo chitarrista dei Government Issue e apparve nell'EP Make An Effort. Nel marzo 1981, su sollecitazione di H.R. dei Bad Brains, Preslar lasciò il college per riformare i Minor Threat. Poco dopo i due EP Minor Threat e In My Eyes furono ripubblicati insieme con il titolo First Two 7"s on a 12". La formazione riunita della band si arricchì di un nuovo componente quando Steve Hansgen entrò nel gruppo come bassista, e Baker si spostò alla seconda chitarra.
Durante la riregistrazione del pezzo Out of Step per il primo full-length, MacKaye inserì un pezzo parlato in cui spiegava che le idee espresse nella canzone (niente fumo, niente alcool, niente sesso occasionale) si riferivano ai Minor Threat e ai loro amici, e che il brano non era un manifesto di regole straight edge da rispettare.

### Scioglimento
I Minor Threat si sciolsero nel 1983. Uno dei fattori che causò la fine del gruppo fu il disaccordo sulla direzione musicale da prendere. MacKaye aveva probabilmente saltato alcune sessioni di prova negli ultimi tempi, e scrisse i testi per l'EP Salad Days in studio di registrazione, in contrasto con le prime pubblicazioni della band. I Minor Threat, dopo l'abbandono del bassista Hansgen, suonarono il loro ultimo live il 23 settembre 1983 con Trouble Funk e Big Boys, con Last Song, titolo originale di Salad Days, come brano di chiusura.

### Post-Minor Threat

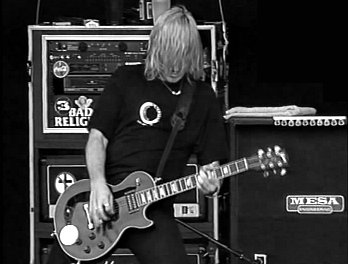
Brian Baker con i Bad Religion

MacKaye fondò gli Embrace, band fondamentale per la nascita del movimento emo, con gli ex componenti dei The Faith, gli Egg Hunt con Jeff Nelson e in seguito Fugazi e The Evens. Inoltre ha collaborato con il gruppo industrial Pailhead, side project dei Ministry.
Brian Baker suonò in Junkyard, The Meatmen, Dag Nasty, Government Issue e Bad Religion, band della quale fa tuttora parte.
Lyle Preslar fece parte per un breve periodo dei Samhain di Glenn Danzig e appare in alcune tracce del primo album del gruppo, Initium. Si unì ai The Meatmen nel 1984, insieme a Brian Baker. In seguito si occupò della Caroline Records, lavorando con artisti come Peter Gabriel, Ben Folds, Chemical Brothers e Idaho, e fu direttore marketing della Sire Records. Al momento vive nel New Jersey e si è laureato all'università di legge Rutgers University.
Jeff Nelson suonò con le band alternative rock Three e The High-Back Chairs prima di ritirarsi dall'attività musicale; al momento si occupa della sua etichetta, la Adult Swim Records, distribuita dalla Dischord, ed è un artista e attivista politico a Toledo.
Steve Hansgen formò i Second Wind con il roadie dei Minor Threat Rich Moore. Inoltre ha collaborato con il gruppo progressive metal Tool nel 1992 per l'EP Opiate.

## Dispute sul copyright

### Major Threat

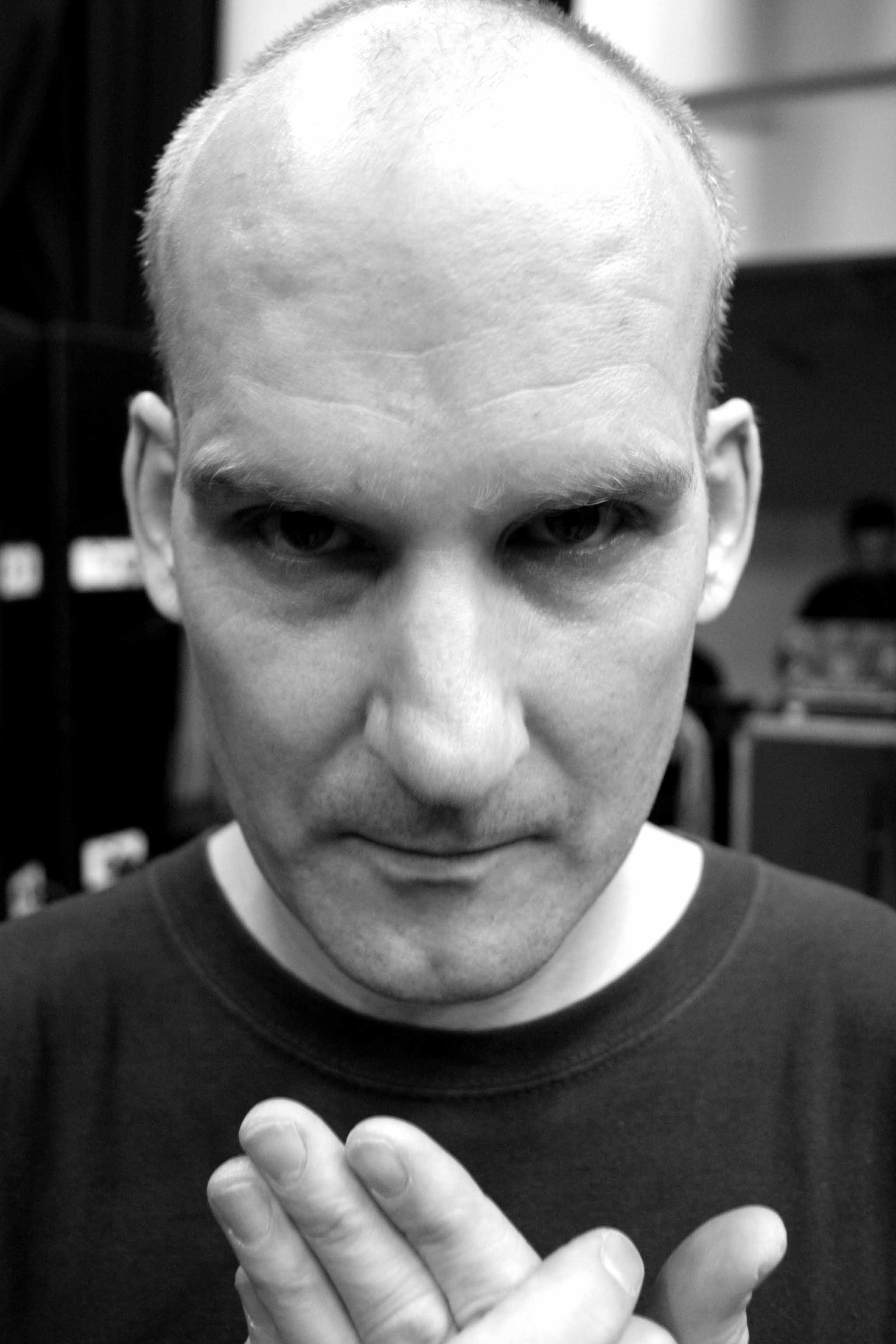
Ian MacKaye, in una foto recente.

Nel 2005, la copertina dell'EP omonimo della band (usata anche in First Two 7"s on a 12" e Complete Discography) fu copiata dalla multinazionale statunitense Nike e usata in un poster promozionale di uno skate tour chiamato Major Threat. La Nike inoltre cambiò il logo della band (creato da Jeff Nelson) per la stessa campagna pubblicitaria, e incluse scarpe Nike nella nuova foto, al posto degli scarponi che portava Alec MacKaye nella foto originale.
MacKaye, mediante un comunicato, condannò le azioni della Nike e disse che avrebbe discusso eventuali sviluppi legali con gli altri membri della band. Intanto i fan del gruppo organizzarono una campagna di protesta mediante lettere contro l'abuso della Nike. Il 27 giugno 2005 la Nike pubblicò un comunicato in cui si scusava con i Minor Threat, con la Dischord Records e i loro fan per la campagna di Major Threat e dichiarò che avrebbe distrutto tutto il materiale incriminato che fosse riuscita a trovare.

### Salad Days
Il 29 ottobre 2005 la Fox mandò in onda alcuni secondi della traccia dei Minor Threat Salad Days durante un programma sull'NFL. L'uso della traccia non fu chiarito né dalla Dischord Records, né dalla band, tuttavia la Fox si difese dicendo che la clip era troppo corta per aver violato il copyright.

### Wheelhouse Pickles
Nel 2007 la ditta Wheelhouse Pickles chiamò una sua salsa Minor Threat Sauce. Ian MacKaye autorizzò l'operazione, richiedendo solo che fosse cancellato l'artwork di Bottled Violence dalla copertina del prodotto.

## Influenza
I Minor Threat subirono principalmente l'influenza di band inglesi come Wire e Sex Pistols e di band statunitensi, primi fra tutti i Bad Brains.
La musica del gruppo ha influenzato moltissimi artisti successivi del movimento punk, tra cui Agent Orange, Beastie Boys, SSD, The Vandals, Youth of Today, In My Eyes, Kill Your Idols, NOFX, Rise Against, Good Clean Fun e Struck Down.

## Formazione
- Ian MacKaye - voce, chitarra
- Lyle Preslar - chitarra
- Brian Baker - basso (1980-1982; 1983), chitarra (1982-1983)
- Jeff Nelson - batteria
- Steve Hansgen - basso (1982-1983)

## Discografia

### Album in studio
- 1983 - Out of Step

### EP
- 1981 - Minor Threat
- 1981 - In My Eyes
- 1985 - Salad Days
- 2003 - First Demo Tape

### Raccolte
- 1984 - First Two 7"s on a 12"
- 1990 - Complete Discography

### Apparizioni in compilation
- 1981 - The Year In Seven Inches
- 1982 - Flex Your Head
- 2002 - 20 Years of Dischord'

## Videografia
- 1988 - Live
- 1991 - Another State Of Mind (con i Social Distortion e gli Youth Brigade da Los Angeles)
- 1994 - The Best Of Flipside Video #2 (con i Minutemen)